# Console

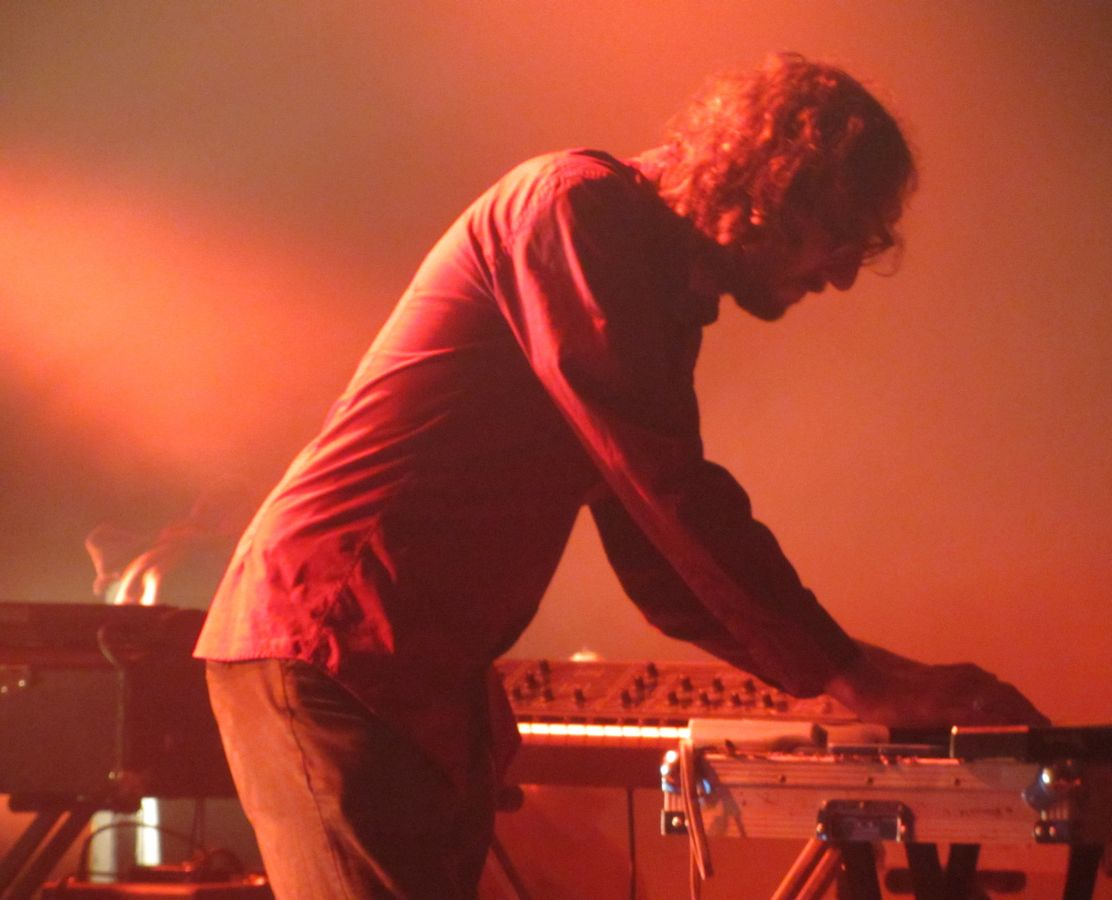
Martin Gretschmann (2013)

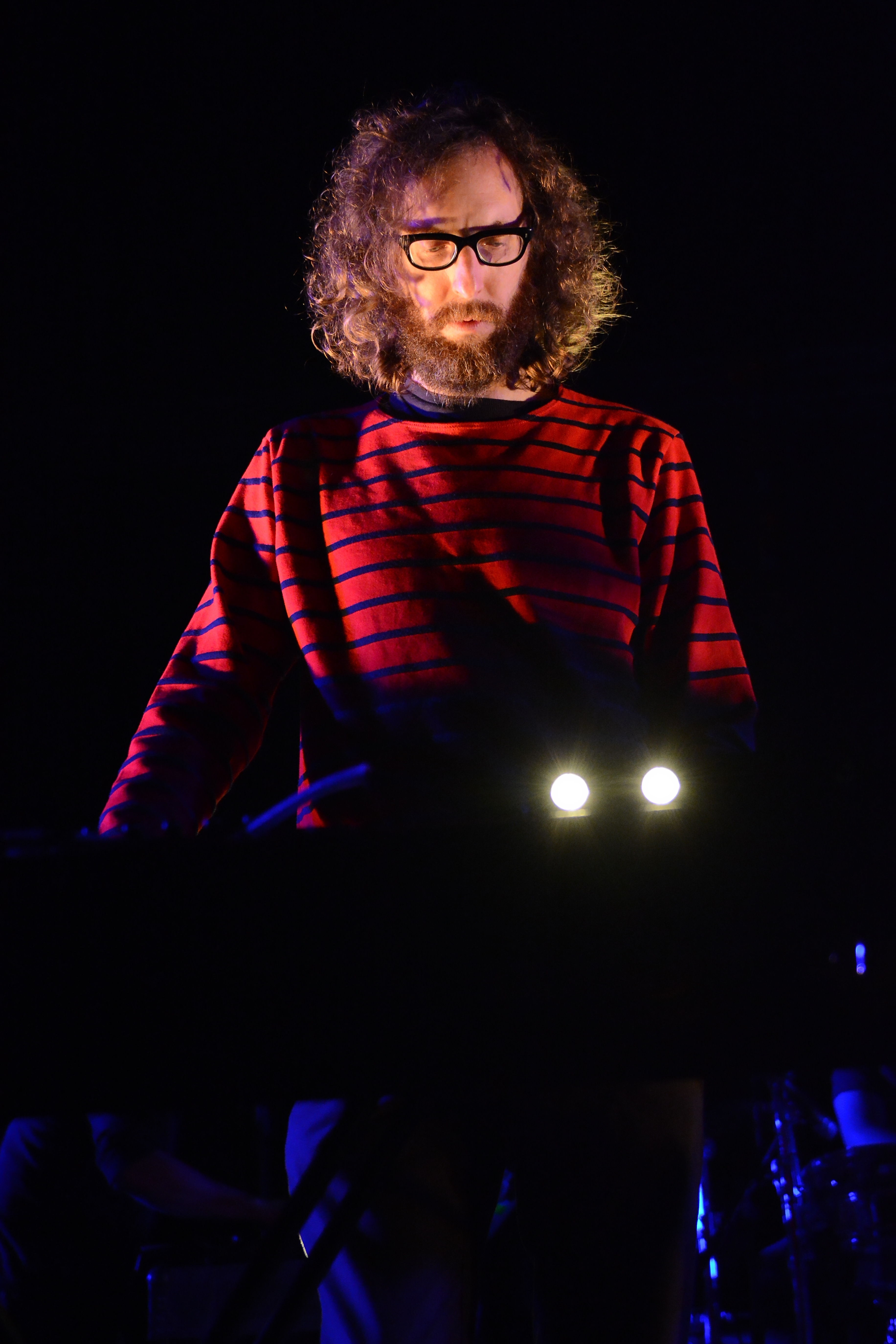
Martin Gretschmann mit The Notwist beim Traumzeit-Festival 2014

Console ist eine Elektronik-Band, die als Soloprojekt von Martin Gretschmann gegründet wurde, einem deutschen Musiker aus Weilheim in Oberbayern. Gretschmann war unter anderem Mitglied bei der Independent-Band The Notwist (1997–2014) und ist Mitglied von 13&God. Gretschmann veröffentlicht ebenfalls unter dem Projektnamen Acid Pauli.
Die Band Console besteht gegenwärtig aus
- Miriam Osterrieder (Gesang, Keyboard)
- Christoph Brandner (Schlagzeug)
- Axel Fischer (MS10, Gitarre)
- Michael Schwaiger (Keyboard, Pad)
- Anton Kaun (Visuals)
- Martin Gretschmann (Computer)

## Geschichte
Martin Gretschmann fing bereits Anfang der 1990er Jahre an, als Bassist in diversen Independent Rock-Bands zu spielen, bspw. bei Toxic mit Axel Fischer (Gitarre, Gesang), Matthias Laub (Schlagzeug) und Christian Schröcker (Gitarre), mit denen er unter anderem das Album railtracks (Kollaps/Supermodern) veröffentlichte und zahlreiche Konzerte bestritt (unter anderem Support einer The Notwist-Tour). Eine erste Veröffentlichung von drei elektronischen Stücken unter dem Namen Console erfolgte bereits 1995 über das Indielabel Kollaps auf dem Sampler The Day My Favourite Insect Died. Ab 1996 wurde Gretschmann Mitglied bei The Notwist. Im Jahr 1997 erschien das Debüt-Album Pan Or Ama beim Weilheimer Label Payola. 1999 folgte mit 14 Zero Zero seine bisher erfolgreichste Single. 2001 veröffentlichte er sein Stück Crabcraft praktisch unverändert als Heirloom auf Anfrage von Björk auf ihrem Album Vespertine.
Seit 1998 arbeitet Console auch mit dem Hörspielautor Andreas Ammer zusammen. Es entstanden Stücke wie On the Tracks oder Spaceman '85, mit dem die beiden auch durch Deutschland touren. Mit Have You Ever Heard of Wilhelm Reich? (2009) traten die beiden u. a. beim Fusion-Festival auf.
Im Jahr 2005 eröffnete Gretschmann zusammen mit Peter Wacha, Dorothea Zenker, Richard Rieger, Bernd Bergmann und Sven Künast den Münchner Club Rote Sonne.
Für den Film Es war einmal Indianerland (2017) komponierte Gretschmann als Acid Pauli die Filmmusik.

## Diskografie

### Alben
- 1997: Pan Or Ama
- 1998: Rocket in the Pocket
- 1999: Bugs & Beats & Beasts (mit Andreas Ammer)
- 2000: Yourself
- 2000: The Official Olympic Bootleg (mit Andreas Ammer)
- 2001: Live at Centre Pompidou
- 2002: IS & DN (mit Andreas Ammer)
- 2003: Reset The Preset
- 2003: On the Tracks (mit Andreas Ammer)
- 2004: Sweet Surrender (mit Andreas Ammer)
- 2005: Spaceman 85 (mit Andreas Ammer)
- 2006: Mono
- 2007: Eigentum am Lebenslauf. Das Gesamte im Werk des Alexander Kluge (mit Andreas Ammer)
- 2009: Have You Ever Heard of Wilhelm Reich? (mit Andreas Ammer)
- 2010: Herself
- 2011: Herself Remixe pt. I
- 2013: Herself Remixe pt. II

### Singles und EPs
- 1996: Lady-Bug
- 1998: Rocket in the Pocket
- 1998: Loopspool (mit Andreas Ammer)
- 1998: 14 Zero, Zero
- 2001: A+A=B
- 2002: Suck and Run
- 2002: Dirt on the Wire
- 2010: Blank Air / By the River